# لپرا
لُپِرا (به اسپانیایی: Lopera) یکی از دهستان‌های استان خائن در کشور اسپانیا است. این شهر با مساحت ۶۷٫۹۰ کیلومتر مربع، ۳۸۸۸ تن جمعیت دارد.